# 안드레 베셀스
안드레 베셀스(독일어: André Weßels, 1981년 10월 21일 ~ )는 독일의 펜싱 선수로 주 종목은 플뢰레이다. 그는 2004년 하계 올림픽에 참가하였다. 그는 2012년 하계 올림픽에도 참가하였다. 2012년 하계 올림픽에서 그는 남자 플뢰레 단체전 교체요원으로 참가하였다. 그는 이 토너먼트의 동메달 결정전에서 부상당한 제바스티안 바흐만을 대신하여 게렉 마인하트와 7바우트 경기를 치루었고, 이 대결에서 5-3으로 승리, 팀은 45-27로 이기며 동메달을 획득하였다.